# Kaspar Schwenkfeld
Kaspar Schwenkfeld von Ossig (także: Caspar Schwenckfeld von Ossig, pseudonimy: Eliander, Caspar Greysenecker, Greisenecker, Gryseneggerus, C. Dinopedius, J. Dinopedius von Greiseneck, Konrad Bleckschaff) (ur. w 1490 w Osieku koło Lubina, zm. 10 grudnia 1561 w Ulm) – śląski reformator religijny, twórca grupy wyznaniowej szwenkfeldystów.

## Życiorys
Urodził się w niemieckiej rodzinie szlacheckiej w księstwie legnickim. Od 1505 studiował w Kolonii, a od 1507 we Frankfurcie nad Odrą.
Od 1510 przebywał na dworach książąt śląskich, najdłużej (do 1523) był radcą dworu Fryderyka II Legnickiego. Od 1519 pod wpływem pism Lutra stał się wyznawcą ewangelicyzmu. Od 1521 zaczął jako kaznodzieja szerzyć luteranizm na Śląsku, a w następnym roku udało mu się nawrócić na to wyznanie księcia legnickiego, który od 1524 uczynił luteranizm religią państwową.
Zamieszkał w swoim rodzinnym majątku w Osieku i tam zajął się gruntownym studiowaniem teologii. Wypracowana przez niego doktryna religijna ukształtowała się pod wpływem radykalnych protestantów takich jak Thomas Müntzer i Andreas Karlstadt. Pod tym wpływem odrzucił w 1524 doktrynę Lutra o eucharystii jako sprzeczną z Biblią. Odrzucał rzeczywistą obecność ciała i krwi Jezusa w eucharystii i uznawał tylko ich obecność mistyczną. Zebrał wokół siebie niewielką grupę zwolenników.
W grudniu 1525 udał się z własnymi rozprawami teologicznymi do Wittenbergi, gdzie polemizował z wybitnymi teologami luteranizmu i samym Lutrem. Doprowadziło to do ostrego sporu, podczas którego zarzucił Lutrowi tworzenie „nowego papizmu (katolicyzmu)”. W wyniku tego utworzona przez niego grupa oderwała się od luteranizmu i we własnym zakresie zaczęła realizować ideał „pierwotnego Kościoła chrześcijańskiego”. Nasilający się konflikt z Kościołem luterańskim oraz z księciem legnickim spowodował, że Schwenkfeld wraz z wyznawcami organizował liturgię potajemnie.
Po pewnym czasie, powierzywszy kierownictwo nad swoją grupą religijną swojemu przyjacielowi Valentinowi Krautwaldowi, dobrowolnie opuścił Śląsk i zamieszkał w Strasburgu. Tam nawiązał kontakty z radykalnymi protestantami i zaczął krytykować miejscowych ewangelików.
Głosił całkowitą wolność wyznania, tolerancję religijną i rozdział Kościoła od państwa. Był zwolennikiem dualizmu, tj. tezy o całkowitej odrębności ducha i materii (także w osobie Jezusa, który jego zdaniem stopniowo porzucał swoją naturę ludzką na rzecz natury boskiej). Te niepopularne poglądy zmusiły go w 1533 do opuszczenia miasta. Zaczął podróżować jako wędrowny kaznodzieja po Palatynacie i Szwabii, gdzie w Augsburgu założył wspólnotę zwolenników jego nauki (nigdy nie zamierzał tworzyć odrębnego Kościoła, tylko nieformalne grupy wyznawców), która przetrwała tam do XVII w. Zwolenników znajdował głównie wśród szlachty i bogatych mieszczan. Praktykowali oni przeważnie w ukryciu, w domach prywatnych.
Następnie osiadł na kilka lat w Ulm. W 1538 sformułował tzw. „doktrynę Niebiańskiego Ciała” – głosił, iż Jezus w rzeczywistości nigdy się nie urodził. Te poglądy zmusiły go do opuszczenia Ulm, znowu podjął życie wędrownego kaznodziei i założył w okolicach kolejne swoje ugrupowania. Napisał około 50 rozpraw teologicznych i ponad 200 listów do współwyznawców.
W 1550, kiedy okolice zajęły wojska katolickie, zmuszony był ukrywać się (jako brat Eliander) w klasztorze franciszkanów w Esslingen am Neckar. Jednak po wyzwoleniu przez protestantów, prześladowania wymierzone przeciwko niemu i jego zwolennikom nasiliły się. Zmuszony do ciągłych przenosin, napisał jeszcze 14 pism religijnych. Zmarł i został pochowany w tajemnicy, miejsce pochówku nie jest znane.

## Charakter duchowości i teologii Schwenkfelda
Ukształtowana przez niego duchowość (uchwycona głównie w Wielkim wyznaniu chwały Chrystusa z 1541), cechuje się głębokim mistycyzmem, zawiera elementy pietyzmu, co daje podstawę do stwierdzenia, że Schwenkfeld był jednym z jego z prekursorów.
Doktrynę cechują wpływy anabaptyzmu oraz starożytnego monofizytyzmu. Na podstawie doktryny „niebiańskiego ciała” można także posądzić Schwenkfelda o doketyzm. Cechą charakterystyczną jest też odrzucanie chrztu dzieci, zewnętrznych form kultu i podziałów między chrześcijanami. Współwyznawcom Schwenkfeld zabraniał udziału w wojnie i noszenia broni, a także składania przysięgi. Odrzucał pojęcie „religii państwowej”. Jego poglądy wywarły znaczny wpływ na rozwój purytanizmu i pietyzmu. Jego doktryna doprowadziła do powstania odrębnego Kościoła, który obecnie istnieje w Stanach Zjednoczonych (około 3000 wyznawców).